# 67235 Фейрбанк
67235 Фейрбанк  (67235 Fairbank) — астероїд головного поясу, відкритий 5 березня 2000 року.
Тіссеранів параметр щодо Юпітера — 3,315.